# Grape-kun

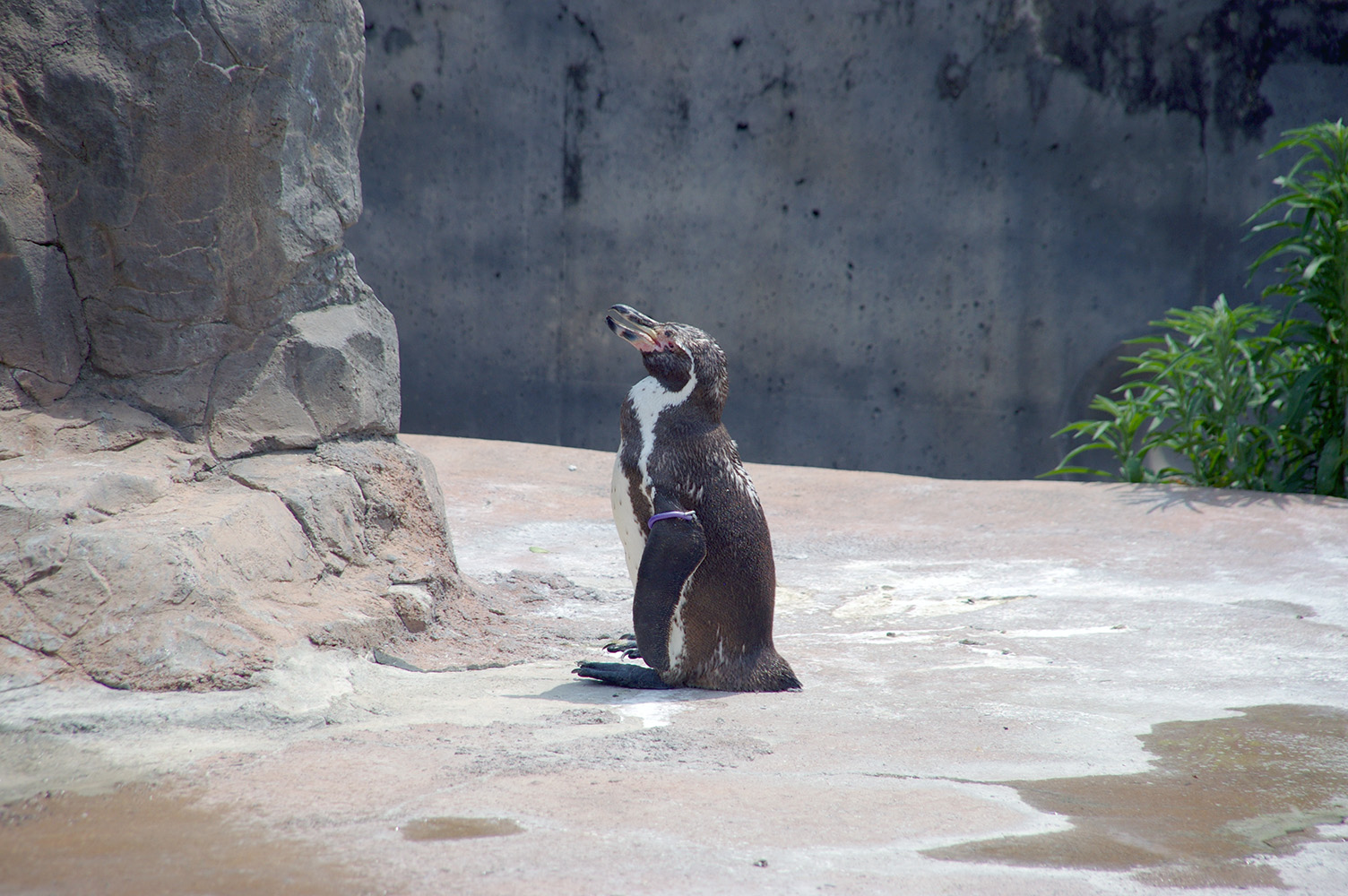
Grape-kun

Grape-kun (グレープ君?, Gurēpu-kun) (Hamura 16 aprile 1996 – Miyashiro 12 ottobre 2017) era un pinguino di Humboldt che viveva nello Zoo Tobu situato nella Prefettura di Saitama. Ha acquisito la fama internazionale dopo essersi innamorato di una sagoma di cartone raffigurante il personaggio di Hululu, una versione antropomorfa del pinguino di Humboldt proveniente dalla serie anime Kemono Friends.

## Storia
Grape-kun è nato nel parco zoologico della città di Hamura il 16 aprile 1996. Al momento della nascita gli fu attaccato un anello color porpora all'ala sinistra per il riconoscimento, dal quale prende il nome ("Grape-kun" significa "Piccola Uva", in riferimento al colore dell'anello). In seguito si accoppiò con Midori, un pinguino femmina della stessa specie.
Nel 2007 venne trasferito insieme a Midori nello Zoo Tabu nella Prefettura di Saitama dove fu inaugurata una nuova recinzione per pinguini. Nel 2009 i due pinguini diedero alla luce Hanpen; per evitarne la gestione il suo uovo fu spedito ai giardini zoologici di Edogawa dove si schiuse il 3 giugno.
Intorno al 2010, Midori si accoppiò con un altro giovane pinguino di Humboldt, chiamato Denka, rompendo i rapporti con Grape-kun. In collaborazione con il franchise Kemono Friends, nell'aprile 2017 lo zoo dispose le sagome di cartone dei personaggi antropomorfi della serie nelle aree della rispettiva controparte animale, e quindi nel recinto di Grape-kun venne posto il cartonato di Hululu, un pinguino di Humboldt antropomorfo, posizionato su una grande roccia.
Da quando venne introdotta la sagoma di Hululu, Grape-kun cominciò a restare a fissarla per ore, arrivando persino a trascurare l'alimentazione, tanto che gli addetti ai lavori dovevano allontanare il pinnipede dalla figura per poterlo nutrire. Quando la collaborazione tra lo zoo e il franchise terminò e tutti i cartonati furono rimossi, Grape-kun divenne terribilmente triste, fino a quando il personale non ripristinò la sagoma di Hululu all'interno del recinto.
La devozione di Grape-kun per il cartonato divenne di fama internazionale su internet, infatti da aprile a giugno il numero dei visitatori dello Zoo Tabu aumentò del 20% rispetto agli anni precedenti.

## Morte

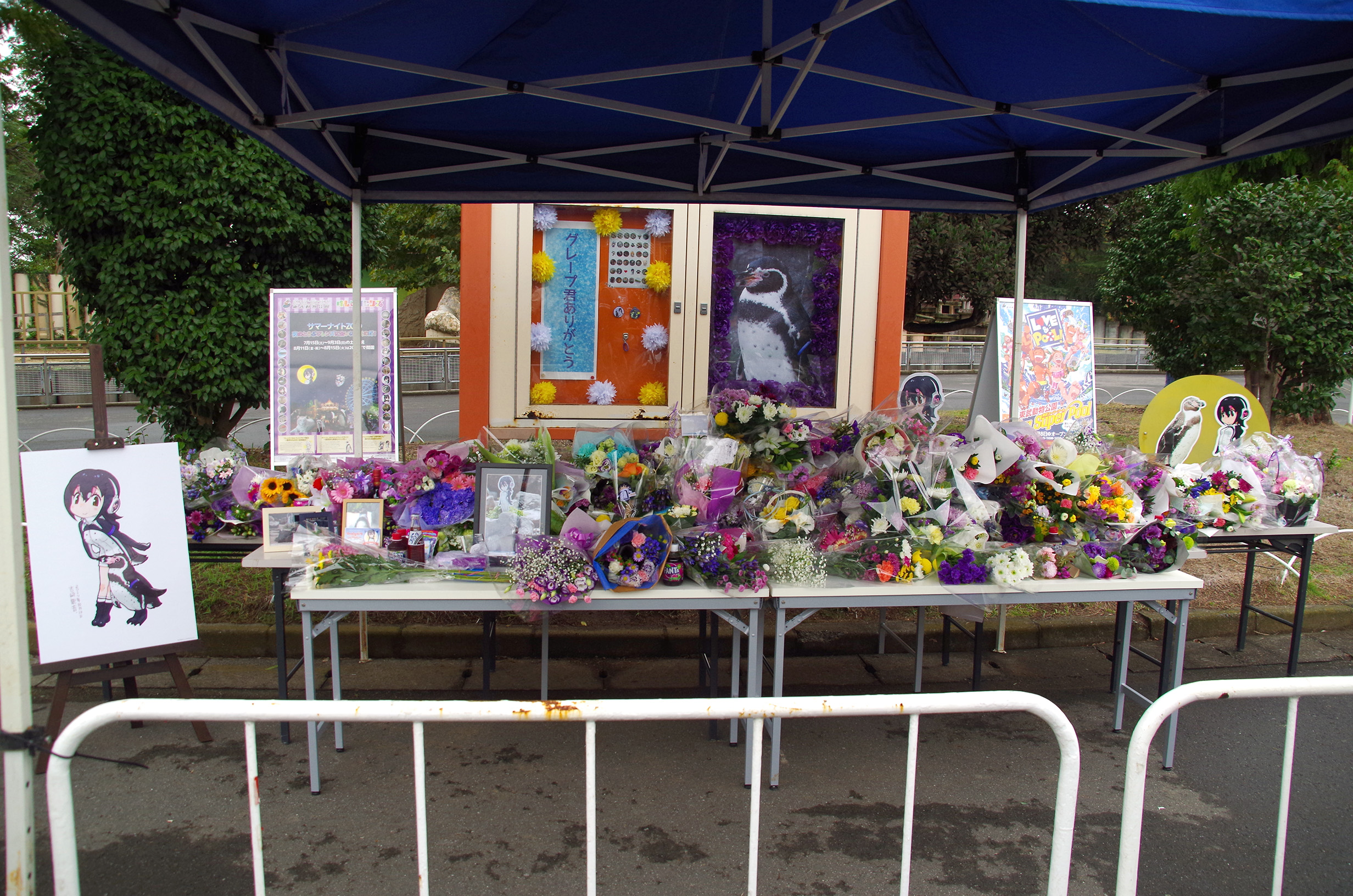
Lo stand di fiori dei fan mostrato il giorno dopo la morte di Grape-kun

Il 10 ottobre, l'account Twitter dello Zoo Tabu annunciò che Grape-kun e Hululu erano stati rimossi dall'esposizione dopo aver notato dei cambiamenti nella sua condizione fisica. Il 13 ottobre venne annunciata su Twitter la morte di Grape-kun avvenuta il giorno precedente. In breve tempo il tweet ottenne grande visibilità e giungendo poi nelle tendenze internazionali di Twitter.
L'illustratore di Kemono Friends, Mine Yoshizaki ha dedicato a Grape-kun un disegno illustrante il pinguino insieme a Hululu.